# Кларенс Колб
Кларенс Вільям Колб (англ. Clarence William Kolb; 31 липня 1874 — 25 листопада 1964) — американський актор кіно та театру, відомий своїми комедійними постановками, в яких звучав голландський діалект.

## Біографія
Колб починав як учасник комедійного дуету Колб і Ділл, з Максом Діллом. Вони стилізували свій виступ під знамениту команду Вебера і Філдса. Окрім роботи на сцені, вони знялися в серії короткометражних фільмів і повнометражному фільмі в 1917 році. Після цього Колб повернувся до виступів у театрі, знову повернувшись до кіно лише наприкінці 1930-х років.
У 1935 році Колб залишив акторську кар'єру, щоб працювати у фільмах як персонаж-актор, зрештою з'явившись у 75 художніх фільмах. Він прославився тим, що в багатьох фільмах зобразив одного і того ж персонажа, а саме політика чи бізнесмена. Він найбільше запам'ятався своїми ролями сварливого батька в комедійному фільмі «Весело ми живемо» (1938), номінованому на кілька премій «Оскар», як корумпованого мера в комедії «Його дівчина П'ятниця» (1940), і як містер Ханівелл в телесеріалі «Моя маленька Марджі» (1952). Колб зіграв самого себе у своїй останній появі у фільмі «Людина з тисячею облич» (1957) разом із Денні Беком (який зіграв покійного Макса Ділла).
1 вересня 1917 року Колб одружився з танцюристкою Мей Клой (при народженні Мейбл С. Ларсен). Шлюб тривав до смерті актора.
Колб помер у віці 90 років від інсульту в санаторії Orchard Gables у Голлівуді. Він похований на цвинтарі Форест-Лон у Глендейлі, Каліфорнія.

## Фільмографія
- 1936 — Лють / Fury
- 1937 — Улюбленець Нью-Йорка / The Toast of New York — Корнелій Вандербільт
- 1938 — Весело ми живемо / Merrily We Live
- 1939 — Гарні дівчата їдуть до Парижа / Good Girls Go to Paris — Тед Дейтон старший
- 1940 — Його дівчина П'ятниця / His Girl Friday — мер
- 1941 — Квіти в пилу / Blossoms in the Dust - сенатор Коттон